# Toding (häradshuvudort i Kina, Tibet Autonomous Region, lat 31,48, long 79,80)
Toding (kinesiska: Tuolin, 托林,托林居委会) är en häradshuvudort i Kina. Den ligger i den autonoma regionen Tibet, i den sydvästra delen av landet, omkring 1 100 kilometer väster om regionhuvudstaden Lhasa. Antalet invånare är 6 883. Befolkningen består av 3 427 kvinnor och 3 456 män. Barn under 15 år utgör 24,0 %, vuxna 15-64 år 70 %, och äldre över 65 år 5,0 %.
Trakten runt Toding är nära nog obefolkad, med mindre än två invånare per kvadratkilometer. Det finns inga andra samhällen i närheten. Trakten runt Toding är ofruktbar med lite eller ingen växtlighet.
Genomsnittlig årsnederbörd är 1 000 millimeter. Den regnigaste månaden är juli, med i genomsnitt 194 mm nederbörd, och den torraste är november, med 19 mm nederbörd.